# Ussassai
Ulassai là một đô thị tại tỉnh Ogliastra trong vùng Sardinia, có vị trí khoảng 70 km về phía đông bắc của Cagliari và khoảng 20 km về phía tây nam của Tortolì. Tại thời điểm ngày 31 tháng 12 năm 2004, đô thị này có dân số 1.601 người và diện tích là 122,2 km².
Ulassai giáp các đô thị: Esterzili, Gairo, Jerzu, Osini, Perdasdefogu, Seui, Tertenia, Ussassai, Villaputzu.